# قلعه روستای امامزاده قاسم
قلعه روستای امامزاده قاسم مربوط به دوره قاجار است و در شهرستان خرم‌آباد، روستای امامزاده قاسم واقع شده و این اثر در تاریخ ۱۸ اردیبهشت ۱۳۸۰ با شمارهٔ ثبت ۳۷۶۲ به‌عنوان یکی از آثار ملی ایران به ثبت رسیده‌است.